# Tunguska Inferior

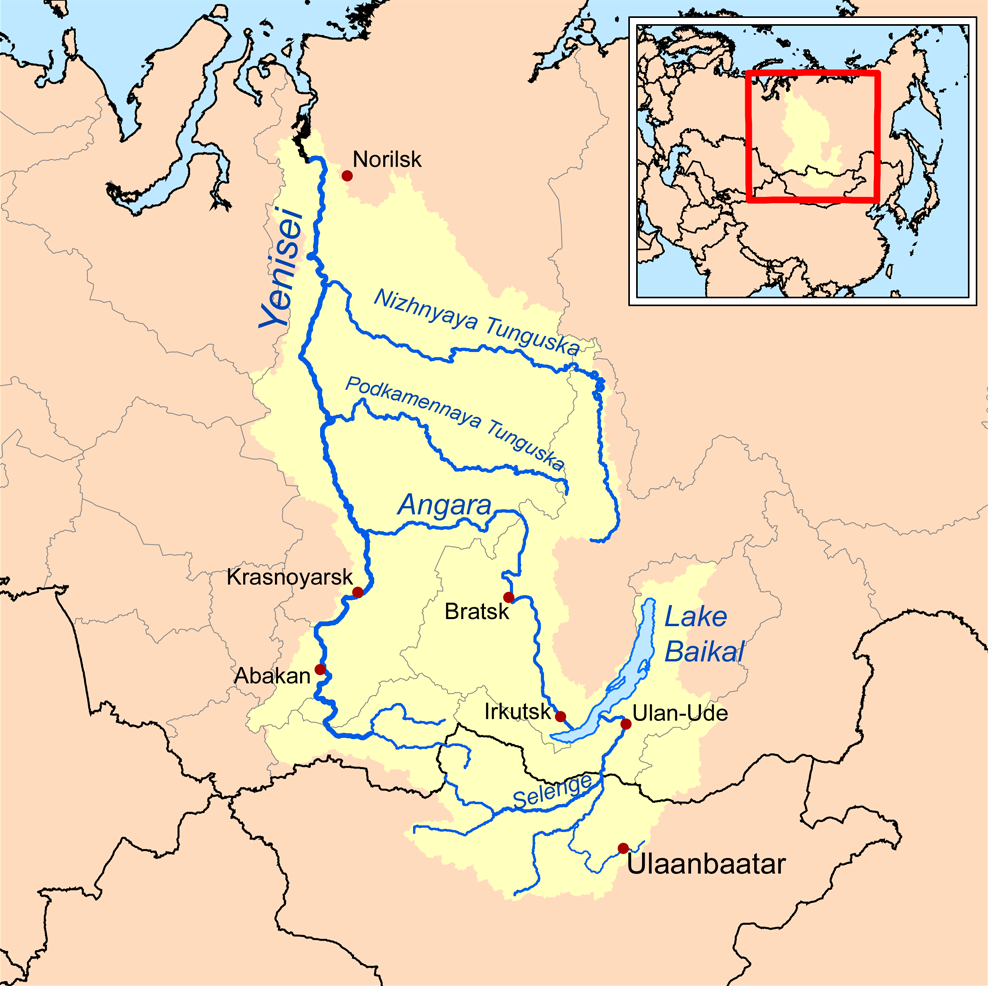
Mapa del Ienisei i els seus afluents

El riu Tunguska Inferior o Níjniaia Tunguska (rus: Нижняя Тунгуска, Níjniaia Tunguska) és un riu de Sibèria, a Rússia. Flueix per l'óblast d'Irkutsk i el krai de Krasnoiarsk. És un afluent per la dreta del riu Ienissei, conflueixen a Turukhansk. Les poblacions a la vora del riu inclouen Turà, Iukta i Simenga. El període lliure de gel comença a mitjan juny i acaba a mitjan octubre. Té una llargada de 2.989 km i a la seva confluència amb el Ienissei aporta 3.680 m³/s de mitjana. La seva conca fa 473.000 km².
En períodes antics de la història russa, el riu havia dut també els noms de Троицкой Тунгуской (Troitskoi Tunguskoi, Tunguska de la Trinitat), Монастырской Тунгуской (Monastirskoi Tunguskoi, Tunguska Monàstic) i Мангазейской Тунгуской (Mangazeiskoi Tunguskoi, Tunguska de Mangazeia).